# 桂武市社
桂武市社（越南语：／）是越南北宁省下辖的一个市社。

## 名称来源
桂武由桂阳县和武江县合并组成，名称由二县县名各取一字组成。

## 地理
桂武市社西接仙游县和北宁市，南接顺成市社和嘉平县，北接北江省越安市社和北江市，东接海阳省至灵市。

## 历史
2007年4月9日，金真社、云阳社、南山社3社划归北宁市管辖。
2023年2月13日，越南国会常务委员会通过决议，自2023年4月10日起，桂武县改制为桂武市社；庯买市镇改制为庯买坊，凭安社改制为凭安坊，蓬莱社改制为蓬莱坊，隔陂社改制为隔陂坊，大春社改制为大春坊，仁和社改制为仁和坊，扶良社改制为扶良坊，芳柳社改制为芳柳坊，凤毛社改制为凤毛坊，桂新社改制为桂新坊，越雄社改制为越雄坊。
2024年10月24日，越南国会常务委员会通过决议，自2024年12月1日起，汉广社并入枝陵社。

## 行政区划
桂武市社下辖11坊9社，市社人民委员会位于庯买坊。
- 凭安坊（Phường Bằng An）
- 蓬莱坊（Phường Bồng Lai）
- 隔陂坊（Phường Cách Bi）
- 大春坊（Phường Đại Xuân）
- 仁和坊（Phường Nhân Hòa）
- 庯买坊（Phường Phố Mới）
- 扶良坊（Phường Phù Lương）
- 芳柳坊（Phường Phương Liễu）
- 凤毛坊（Phường Phượng Mao）
- 桂新坊（Phường Quế Tân）
- 越雄坊（Phường Việt Hùng）
- 周峰社（Xã Châu Phong）
- 枝陵社（Xã Chi Lăng）
- 桃园社（Xã Đào Viên）
- 德隆社（Xã Đức Long）
- 慕道社（Xã Mộ Đạo）
- 玉舍社（Xã Ngọc Xá）
- 扶朗社（Xã Phù Lãng）
- 越统社（Xã Việt Thống）
- 安者社（Xã Yên Giả）

## 工业
桂武市社境内设有桂武工业区，是越南重要的工业重镇。